# 柴田桂太
柴田 桂太（しばた けいた、1877年〈明治10年〉9月20日 - 1949年〈昭和24年〉11月19日）は、日本の植物生理学者・生化学者・微生物化学者。薬学者・柴田承桂の長男。弟に化学者柴田雄次がいる。薬学者・柴田承二（文化功労者）の父。

## 経歴
東京府出身。1899年に東京帝国大学理科大学植物学科を卒業後、第一高等学校・東北帝国大学などで教鞭をとった後、1910年に母校講師となり、直後にドイツに留学してヴィルヘルム・ペッファーに師事した。1912年に帰国して助教授となると、日本で最初の植物生理学・生化学の講座を開いた。1918年、植物界におけるフラボン体の研究で学士院恩賜賞を受賞、同年教授に昇進する。以後も植物の受精・胚発生のメカニズムの研究などに取り組み、田宮博と共同で行ったチトクロームに関する研究は世界水準に達するなど、日本の植物生理学・生化学の水準を一気に高めた。
1938年に東京帝国大学を定年退官後、岩田植物生理学研究所や徳川生物学研究所などで研究を続け、1941年に資源科学研究所所長に就任した。